# ونسا برایانت
ونسا ماری برایانت (نام زمان تولد ونسا اوربیتا کورنیژو ؛ در ۵ می ۱۹۸۲) یک چهره عمومی و نیکوکار آمریکایی است که به خاطر ازدواجش با بسکتبالیست کوبی برایانت به چهره ای معروف تبدیل شد. آن دو با م بنیاد کوبی و ونسا برایانت را در سال ۲۰۰۷ برای ارائه بورسیه تحصیلی به دانشجویان کالج اقلیتی در سراسر جهان تأسیس کردند. برایانت برای حمایت از کودکان ورزشکار نیازمند، بنیاد ورزشی مامبا و مامباسیتا را رهبری می‌کند. او رئیس و مدیر اجرایی Granity Studios است.

## اوایل زندگی
برایانت در ۵ می ۱۹۸۲ در لس آنجلس، کالیفرنیا به دنیا آمد. او یک لاتین تبار مکزیکی است. پدر و مادرش وقتی او نوزاد بود طلاق گرفتند. پس از جدا شدن والدینش، پدر واقعی او به باخا کالیفرنیا نقل مکان کرد. او یک خواهر بزرگتر به نام سوفی دارد. مادرش کارمند حمل و نقل در یک شرکت الکترونیکی بود. در سال ۱۹۹۰، مادرش با استفن لین، که یک مدیر میانی در همان شرکت الکترونیکی بود که در آن کار می‌کرد، ازدواج کرد. او پس از ازدواج مادرش با لین در سال ۲۰۰۰ نام خود را رسماً به ونسا ماری لین تغییر داد، علیرغم اینکه هرگز به‌طور رسمی توسط ناپدری‌اش به فرزندی پذیرفته نشد.
خانه خانواده ونسا در گاردن گروو، کالیفرنیا بود، و او با پدربزرگش رابرت لین در هانتینگتون بیچ، کالیفرنیا زندگی می‌کرد. او تحصیلات خود را در دبیرستان مارینا گذراند.
در آگوست ۱۹۹۹، برایانت و دوستش روونا ایریفج در یک کنسرت هیپ هاپ در آمفی تئاتر Irvine Meadows شرکت کردند. یک شرکت با آنها تماس گرفت و به آنها پیشنهاد کار به عنوان رقصنده ذخیره داد. برایانت بعداً در موزیک ویدیوهای هنرمندانی از جمله Krayzie Bone و Snoop Dogg ظاهر شد. مادرش در تصویربرداری‌ها همراه او بود. در نوامبر ۱۹۹۹، ونسا با همسر آینده اش کوبی برایانت در صحنه موزیک ویدیوی آهنگ " G'd Up " آشنا شد. این رابطه پرمخاطب باعث ایجاد اختلالاتی در دبیرستان او شد و باعث شد برایانت سال آخر را در خانه تحت عنوان یک مطالعه مستقل به پایان برساند. او در سال ۲۰۰۰ با درجه ممتاز از دبیرستان فارغ‌التحصیل شد.

## حرفه و کار بشردوستانه
در سال ۲۰۰۷، برایانت و همسرش بنیاد VIVO را تأسیس کردند که بعدها به بنیاد کوبی و ونسا برایانت تغییر نام داد. این یک مؤسسه خیریه است که از افزایش دیدگاه جهانی در میان جوانان حمایت می‌کند. این بنیاد برای دانشجویان کالج اقلیتی و دیگر جوانان در سراسر جهان بورسیه تحصیلی فراهم می‌کند. این خیریه با بنیاد Make-A-Wish همکاری کرده‌است.
برایانت و همسرش از اهداکنندگان موزه ملی تاریخ و فرهنگ آفریقایی آمریکایی بودند.
در سال ۲۰۲۰، پس از مرگ همسر و دومین دخترش، برایانت به افتخار دخترش، نام بنیاد ورزشی مامبا همسرش را به بنیاد ورزشی مامبا و مامباسیتا تغییر داد. این بنیاد ورزشی از کودکان فقیر ورزشکار حمایت می‌کند. در ماه مه ۲۰۲۱، برایانت خط تولید لباس Mambacita را به افتخار دخترش جیانا راه اندازی کرد. این خط با یک برند زنانه به نام Dannijo همکاری می‌کند و تمام عواید آن صرف بنیاد ورزشی Mambacita می‌شود.
برایانت رئیس و مدیر اجرایی Granity Studios بود.
برایانت با Baby2Baby برای حمایت از زنان و کودکان فقیر همکاری کرد. در جشن ۱۰ ساله Baby2Baby در نوامبر ۲۰۲۱، او یک جایزه بشردوستی دریافت کرد.
در ۸ فوریه ۲۰۲۲، در طول برانچ ورزشی قدرت: تجلیل از قدرتمندترین زنان در ورزش، برایانت جایزه قهرمان خودت باش را برای رهبری بنیاد ورزشی مامباسیتا دریافت کرد.

## زندگی شخصی

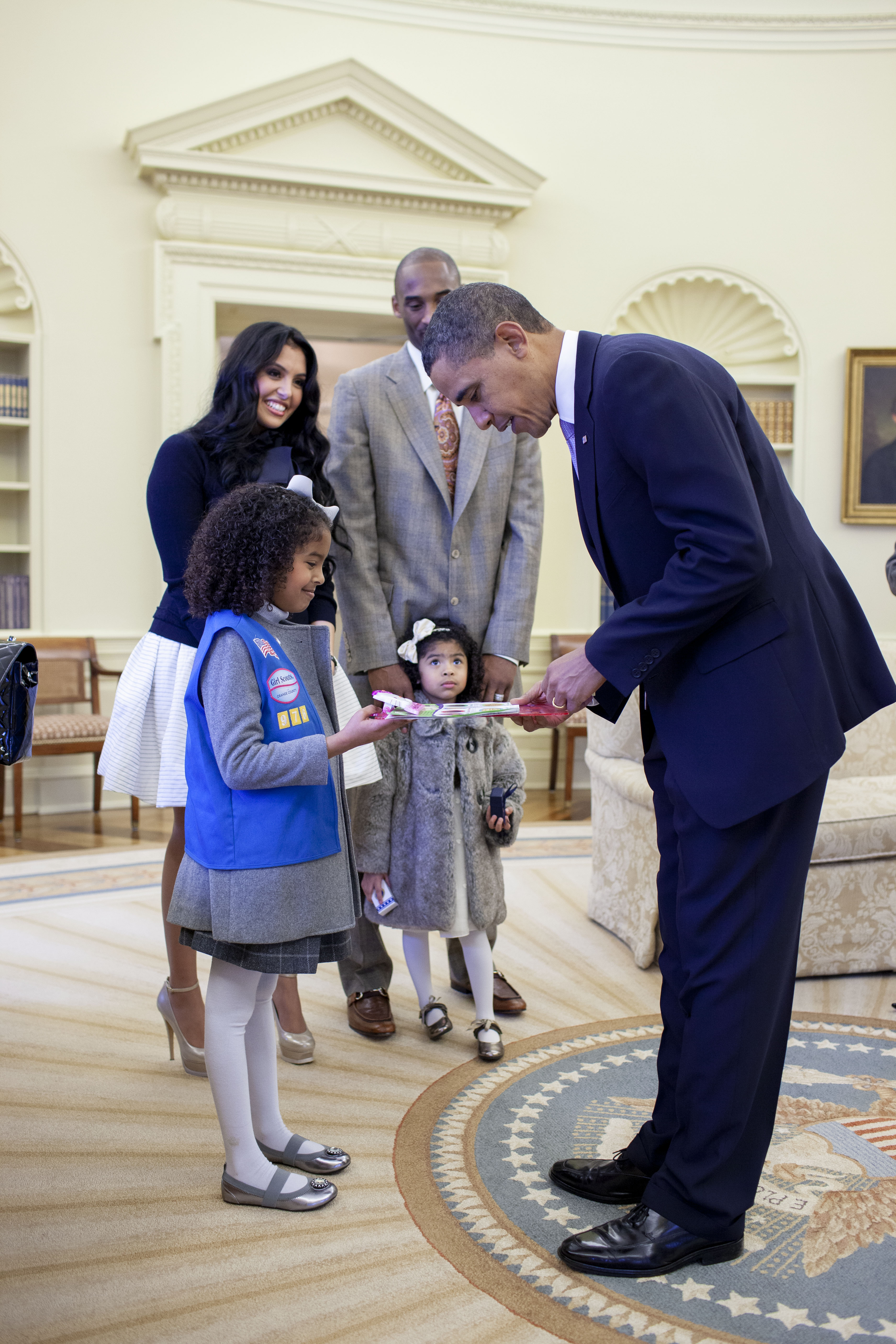
خانواده برایانت و باراک اوباما رئیس‌جمهور ایالات متحده در دفتر بیضی در سال ۲۰۱۰

شش ماه پس از ملاقات، لین و کوبی برایانت نامزد کردند. حلقه نامزدی او شامل یک الماس هفت قیراطی بود. آنها در ۱۸ آوریل ۲۰۰۱ ازدواج کردند. مراسم عروسی آنها به‌طور خصوصی با حضور تقریباً دوازده نفر در کلیسای کاتولیک رومی سنت ادوارد در دانا پوینت، کالیفرنیا برگزار شد. پس از ازدواج، ونسا نام خانوادگی کوبی را گرفت و تبدیل به ونسا ماری برایانت شد.
در ژانویه ۲۰۰۳، ونسا اولین فرزند خودش و کوبی، ناتالیا را به دنیا آورد.
در جریان پرونده تجاوز جنسی در سال ۲۰۰۳ علیه همسرش، ونسا از کوبی دفاع کرد و گفت: «می‌دانم که شوهرم اشتباه کرده‌است». چند روز بعد، او یک حلقه الماس بنفش هشت قیراطی ۴ میلیون دلاری دریافت کرد که منجر به گمانه زنی شد که این یک هدیه برای حمایت او بود. به گفته دیوید کی ویگینز، استاد مطالعات ورزشی، شوهرش دو ماه قبل حلقه را سفارش داده بود.
برایانت تأثیر زیادی بر شوهرش داشت. او کانون گمانه زنی روزنامه‌ها بود. در سال ۲۰۰۴، برایانت، بازیکن لیکرز، کارل مالون را متهم کرد که نسبت به او رفتار نامناسبی داشته‌است. مالون بعداً ضمن انکار پاس دادن به او عذرخواهی کرد. Sports Illustrated داستانی با عنوان Vanessa-gate دربارهٔ «شکار غیرقانونی همسر» توسط مالون منتشر کرد. ستون نویس دیگری برایانت را به عنوان یوکو اونو جدید توصیف کرد و او موضوع تقلید هجوی زنده شنبه شب بود. او توسط حامیان به دلیل به چالش کشیدن فرهنگ انجمن ملی بسکتبال در مورد تساهل در قبال سگ خوار شناخته شد.
به دلیل حاملگی خارج از رحم، برایانت در بهار سال ۲۰۰۵ دچار سقط جنین شد. دختر دوم او، جیانا ماریا اونوره (همچنین به عنوان «جیگی» نامیده می‌شود)، در می ۲۰۰۶ متولد شد.
در سال ۲۰۰۹، برایانت توسط کارمند خانه‌اش، ماریا خیمنز، مورد شکایت قرار گرفت که مدعی شده بود در حالی که در خانه‌شان در نیوپورت کوست کار می‌کرد، برایانت او را مورد آزار و اذیت کلامی قرار داده و تحقیر کرده‌است. برایانت این اتهامات را رد کرد و از خیمنز به دلیل نقض توافقنامه محرمانه شکایت کرد.
در ۱۶ دسامبر ۲۰۱۱، ونسا با استناد به اختلافات آشتی ناپذیر درخواست طلاق از کوبی داد. این باعث گمانه زنی در مورد پیامدهای مالی برای کوبی شد و برخی تخمین می‌زنند که ونسا ۷۵ میلیون دلار دریافت می‌کند. سیزده ماه بعد، برایانت‌ها طلاق را لغو کردند. در آوریل ۲۰۱۶، دیوید وارتون و ناتان فنو از لس آنجلس تایمز، برایانت را فردی متناقض و "گاهی اوقات دو قطبی " توصیف کردند.
در اوایل دسامبر ۲۰۱۶، برایانت دختر سومی به دنیا آورد، بیانکا بلا، و در ژانویه ۲۰۱۹ خانواده برایانت اعلام کردند که منتظر دختر چهارم هستند. چهارمین و آخرین فرزند آنها به نام کاپری کوبی در ژوئن ۲۰۱۹ به دنیا آمد.
در ۲۶ ژانویه ۲۰۲۰، همسر برایانت و دخترشان جیجی در سقوط هلیکوپتر کالاباساس جان باختند. او از لس آنجلس به دلیل تجاوز به حریم خصوصی و سهل انگاری به دلیل عکس گرفتن از قربانیان تصادف و به اشتراک گذاری نادرست آنها شکایت کرده‌است. دادگاه برای ۲۲ فوریه ۲۰۲۲ تعیین شد.